# Districtul Devecser
Devecser (în maghiară Devecseri járás) este un district în județul Veszprém, Ungaria.
Districtul are o suprafață de 421,73 km2 și o populație de 14.948 locuitori (2013).